# Milan Novák (fotbalista)
Milan Novák (* 16. října 1965) je bývalý slovenský fotbalista.

## Fotbalová kariéra
V československé lize hrál za ZVL Považská Bystrica. Nastoupil v 7 ligových utkáních.

## Ligová bilance
| Ročník                                      | Zápasy | Góly | Klub                  |
| ------------------------------------------- | ------ | ---- | --------------------- |
| 1. slovenská národní fotbalová liga 1984/85 | 25     | 2    | ZVL Považská Bystrica |
| 1. slovenská národní fotbalová liga 1987/88 | 22     | 6    | ZVL Považská Bystrica |
| 1. slovenská národní fotbalová liga 1988/89 | 28     | 6    | ZVL Považská Bystrica |
| 1. československá fotbalová liga 1989/90    | 7      | 0    | ZVL Považská Bystrica |
| CELKEM                                      | 7      | 0    |                       |